# Dartlo
Dartlo (en georgiano: დართლო) es una aldea histórica del noreste de Georgia, ubicado en el noroeste de la región de Kajetia y parte del municipio de Ajmeta. En 2018, junto con otros nueve puntos de Tushetia, se le otorgó el estatus de Monumento cultural de importancia nacional de Georgia.

## Geografía
Dartlo se encuentra en la orilla derecha del río Didichevi en su confluencia con el río Alazani Pirikitelskaya, en la región montañosa geográfica histórica de Tushetia y a 12 km de Omalo. La región se presenta para su inclusión en la Lista del Patrimonio Mundial de la UNESCO. Varias rutas turísticas del parque nacional de Tushetia atraviesan el pueblo: desde el pueblo de Omalo a través del pueblo de Dano hasta la fortaleza de Kavlo, de Omalo a Dakuehi y de Omalo a Verjvani.

## Historia
La restauración de los monumentos históricos de Dartlo, que se encuentran afectados, es una tarea importante del estado para Georgia. La restauración de Dartlo está incluida en el Proyecto de Desarrollo Regional, para el cual el Banco Mundial asignó 60 millones de dólares, sumado a otros 15 millones proporcionados por el Gobierno de Georgia. De estos fondos, se gastarán 1,4 millones de dólares en la restauración de 34 casas del pueblo. En total, 72 de 73 casas en el pueblo necesitan ser restauradas.

## Demografía
La evolución demográfica de Dartlo entre 2002 y 2014 fue la siguiente:
| 9                                               | 0 |
| (Fuente: Population of Georgia in Soviet times) |   |

## Economía
La temporada turística está limitada por la accesibilidad del pueblo sólo en la temporada cálida, desde principios de junio hasta mediados de octubre.

## Infraestructura

### Arquitectura, monumentos y lugares de interés
Dartlo es uno de los pueblos más antiguos de la región, un monumento del patrimonio cultural georgiano, declarado reserva arquitectónica, destacado por su conjunto arquitectónico único que consiste en casas de piedra cubiertas con tejas de piedra, que son fortalezas con atalayas adjuntas.
Dartlo también contiene las ruinas de un templo construido en 1801, la iglesia de Dartlo.

## Galería

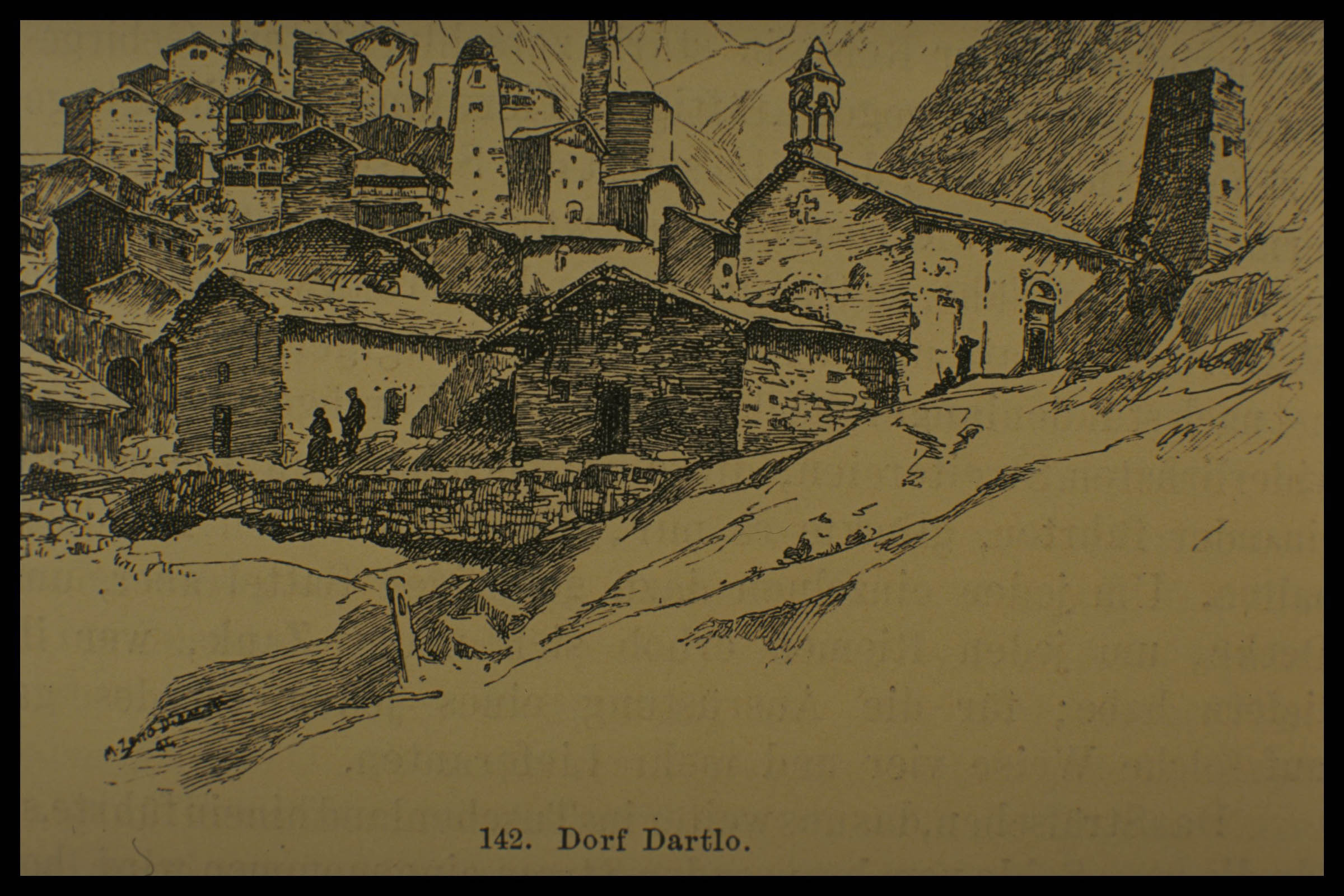
Dartlo en 1892
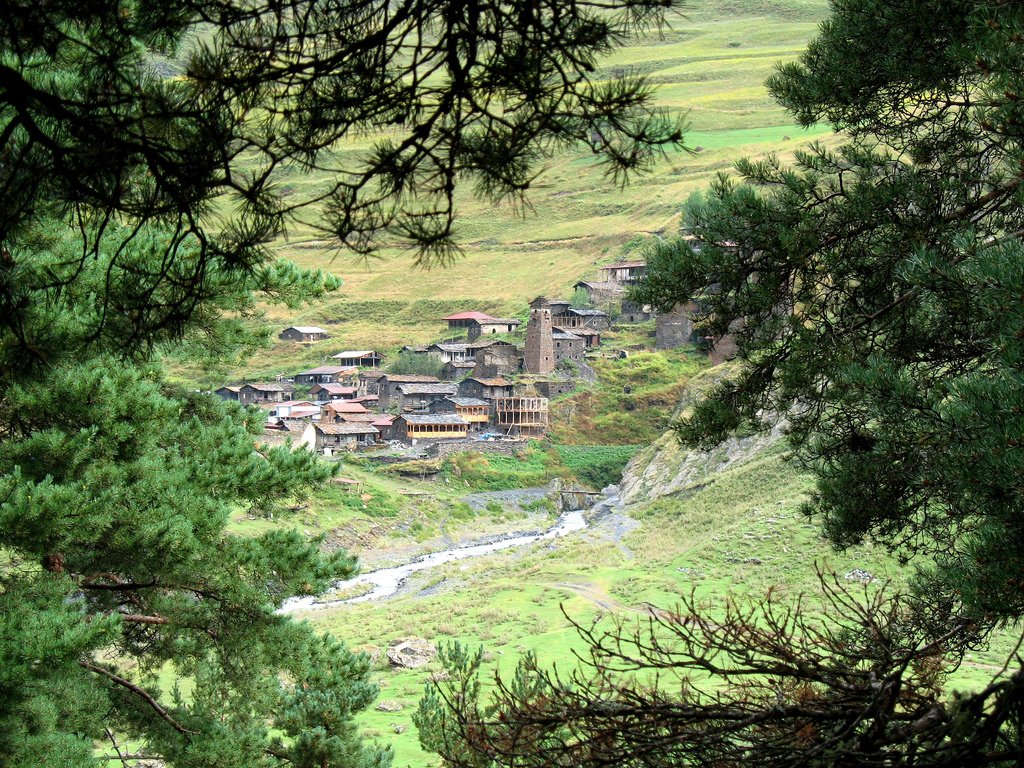
Vistas de Dartlo a la distancia
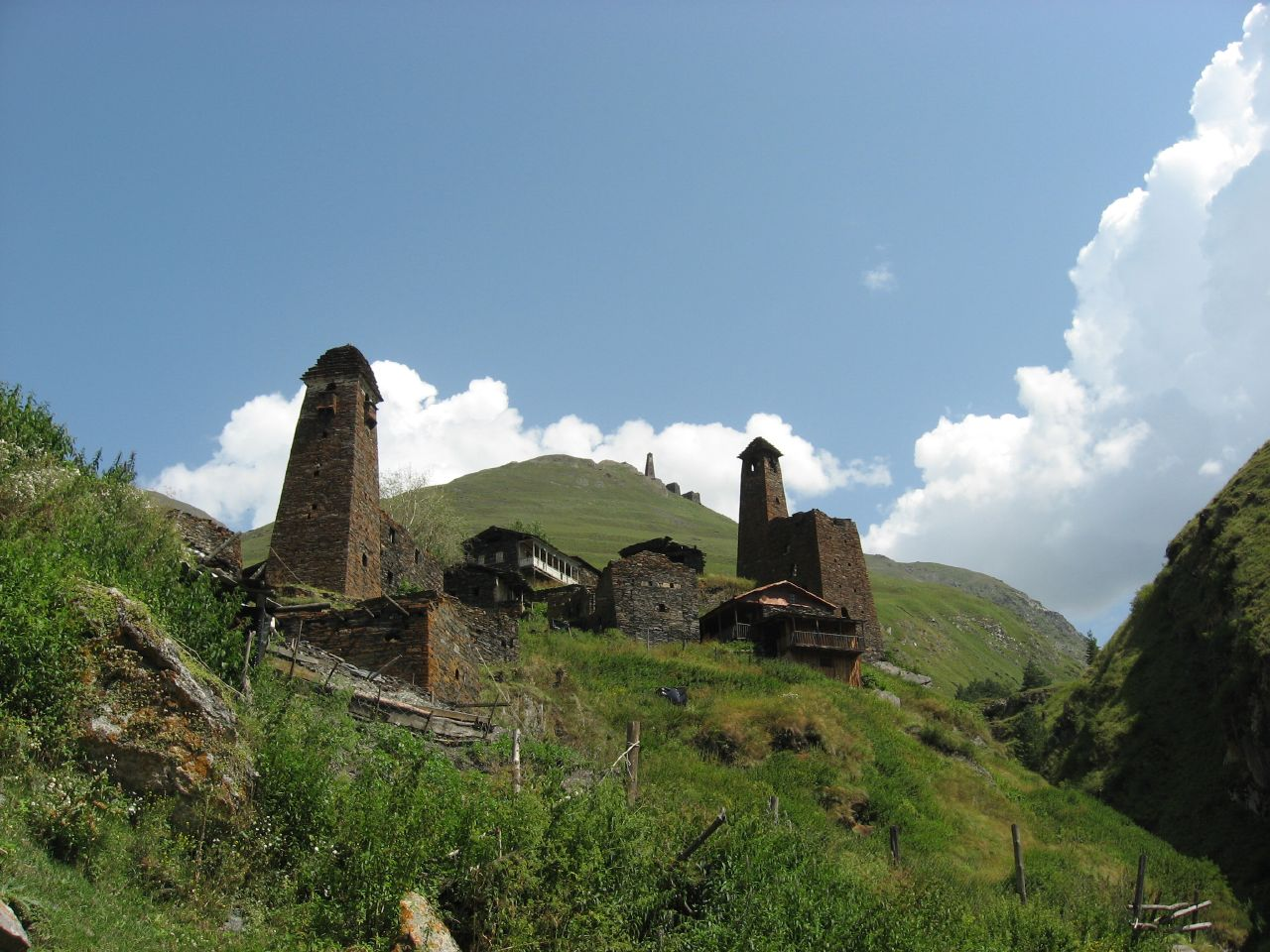
Casas-torre en Dartlo
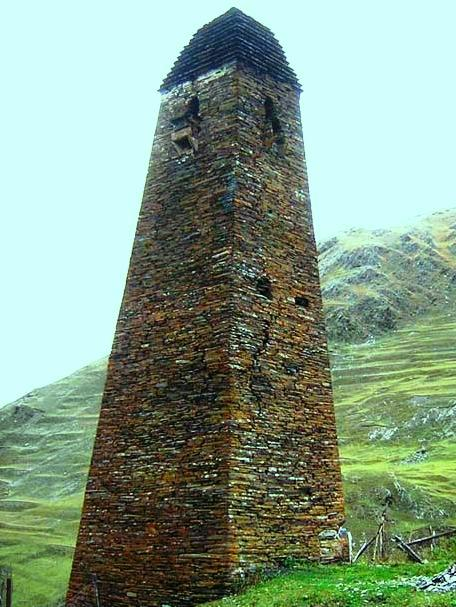
Torre en Dartlo